# ورد قنابي
ورد قنابي (الاسم العلمي:Rosa bracteata) هو نوع من النباتات يتبع جنس الورد من الفصيلة الوردية.